# Beattock Summit
Beattock Summit är en udde i Storbritannien.   Den ligger i kommunen South Lanarkshire och riksdelen Skottland, i den centrala delen av landet, 500 km nordväst om huvudstaden London.
Terrängen inåt land är lite kuperad. Runt Beattock Summit är det glesbefolkat, med 12 invånare per kvadratkilometer. Närmaste större samhälle är Moffat, 13,4 km sydost om Beattock Summit. Trakten runt Beattock Summit består i huvudsak av gräsmarker.